# 네비아노델리아르두이니

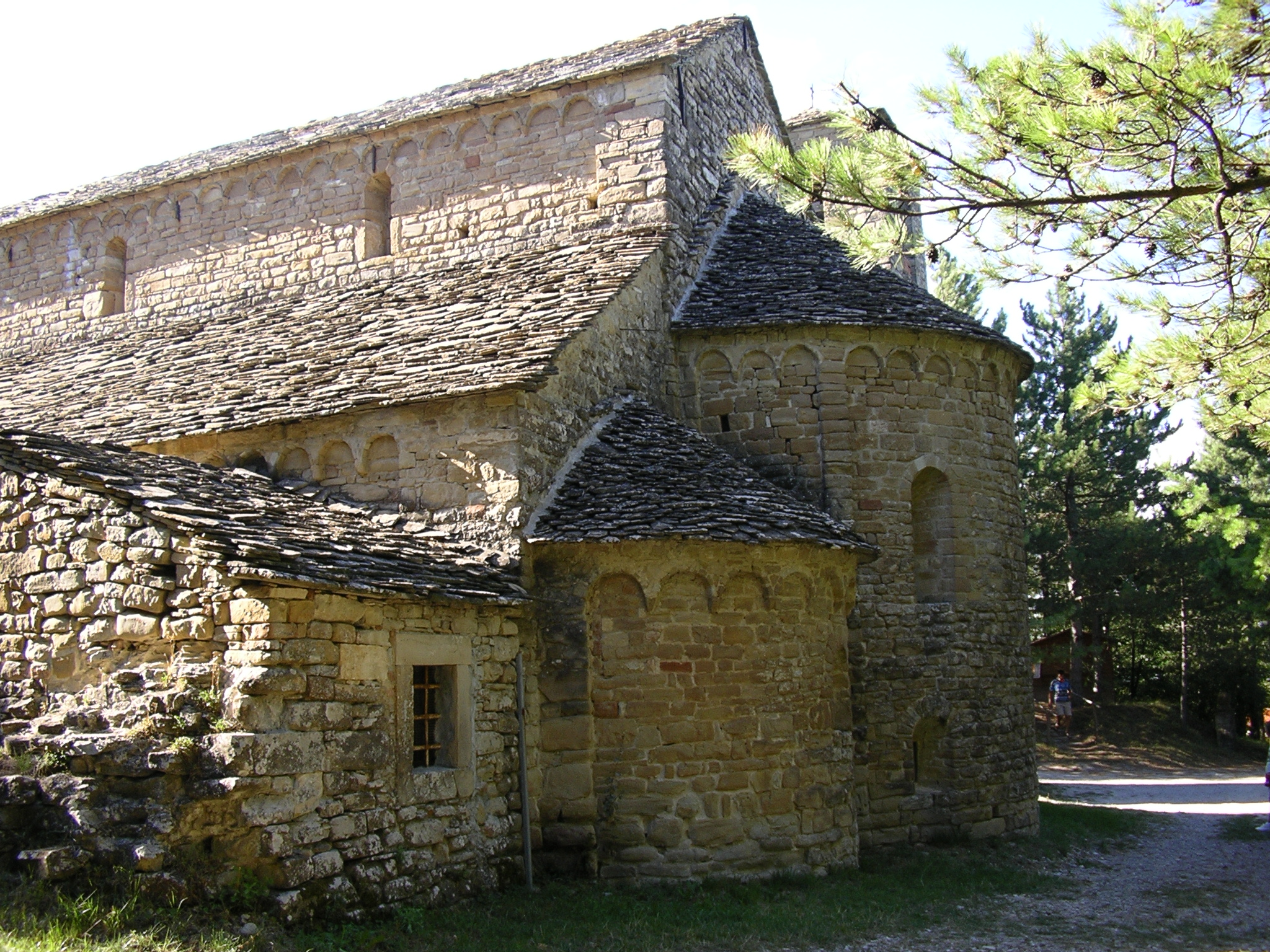
네비아노델리아르두이니

네비아노델리아르두이니(이탈리아어: Neviano degli Arduini)는 이탈리아 에밀리아로마냐주 파르마도에 위치한 코무네로 면적은 105.9km2, 인구는 3,724명(2007년 5월 31일 기준), 인구 밀도는 35명/km2이다. 볼로냐에서 서쪽으로 약 80km, 파르마에서 남쪽으로 약 25km 정도 떨어진 곳에 위치한다.

## 자매 도시
- 프랑스 타라스콩